# Dompyong
Dompyong is een bestuurslaag in het regentschap Trenggalek van de provincie Oost-Java, Indonesië. Dompyong telt 3436 inwoners (volkstelling 2010).